# Küzmics
A Küzmics szlovén családnév.

## Híres Küzmics nevű személyek
Küzmics
- Küzmics György (1752–1810) római katolikus plébános, őrségi esperes
- Küzmics István (1723–1779) magyarországi szlovén evangélikus biblia-fordító, somogyi esperes
- Küzmics Miklós (1737–1804) magyarországi szlovén biblia-fordító, tótsági esperes

Küzmits
- Küzmits Dániel, szentgotthárdi perjel